# Göda
Pour les articles homonymes, voir Goda (homonymie).
Göda, haute-sorabe Hodźij, est une commune de Saxe (Allemagne), située dans l'arrondissement de Bautzen, dans le district de Dresde.